# Bigby
Bigby är en ort och civil parish i Storbritannien.   Den ligger i grevskapet Lincolnshire och riksdelen England, i den sydöstra delen av landet, 230 km norr om huvudstaden London. Bigby ligger 35 meter över havet och antalet invånare är 234.
Terrängen runt Bigby är platt, och sluttar västerut. Runt Bigby är det ganska tätbefolkat, med 111 invånare per kvadratkilometer. Närmaste större samhälle är Scunthorpe, 16,9 km väster om Bigby. Trakten runt Bigby består till största delen av jordbruksmark.